# فرانك دنيس
فرانك دنيس (11 يونيو 1907 - 21 نوفمبر 2000) (بالإنجليزية: Frank Dennis)‏ هو لاعب كريكت بريطاني (وحمل سابقاً جنسية المملكة المتحدة لبريطانيا العظمى وأيرلندا).